# Едуард Тувнель
Едуард-Антуан Тувнель (фр. Édouard Antoine Thouvene; 11 листопада 1818, Верден, Франція — 18 жовтня 1866, Париж, Франція) — французький політичний діяч, син генерала Людовіка Тувнеля (1787—1843), що відзначився в битві під Ватерлоо, який був у немилості під час реставрації, з 1830 року знову на службі.
Після закінчення курсу юридичних наук Тувнель подорожував Сходом; з 1840 перебував на дипломатичній службі. У 1849—1850 роках був французьким посланцем в Афінах; 1850 року заохочував грецький уряд чинити опір вимогам Великої Британії, пред'явленим щодо справи Пасифіко. У 1850—1851 роках Тувенль був посланцем у Мюнхені.
У 1851 році після перевороту 2 грудня призваний до Парижа до міністерства закордонних справ, де він вів переважно займався східними справами; сприяв з'єднанню дунайських князівств Молдови та Валахії. У 1856 призначений сенатором.
У 24 січня 1860 призначений міністром закордонних справ. Він сприяв об'єднанню Італії, за що домігся винагороди у вигляді приєднання Ніцци та Савої до Франції. При ньому укладено торговельний договір з Англією на засадах вільної торгівлі, а також договори з Бельгією та Росією. 15 жовтня 1862 вийшов у відставку.